# Soczewka Luneburga

Przekrój przez soczewkę Luneburga, ciemniejszy odcień niebieskiego obrazuje wyższy współczynnik załamania

Soczewka Luneburga – soczewka o kształcie kuli, w której gradient współczynnika załamania powoduje ciągłe zakrzywianie się toru wiązki promieniowania. Współczynnik załamania zmienia się w funkcji odległości od środka soczewki, przy czym w centrum przyjmuje wartość √2 razy większą niż na obrzeżach.
Soczewki Luneburga wykonuje się z materiałów dielektrycznych. W optyce mikrofalowej stosuje się np. soczewki wykonane z piankowego tworzywa sztucznego. W styczniu 2011 roku ogłoszono, że udało się skonstruować krzemowe soczewki skupiające promieniowanie podczerwone.

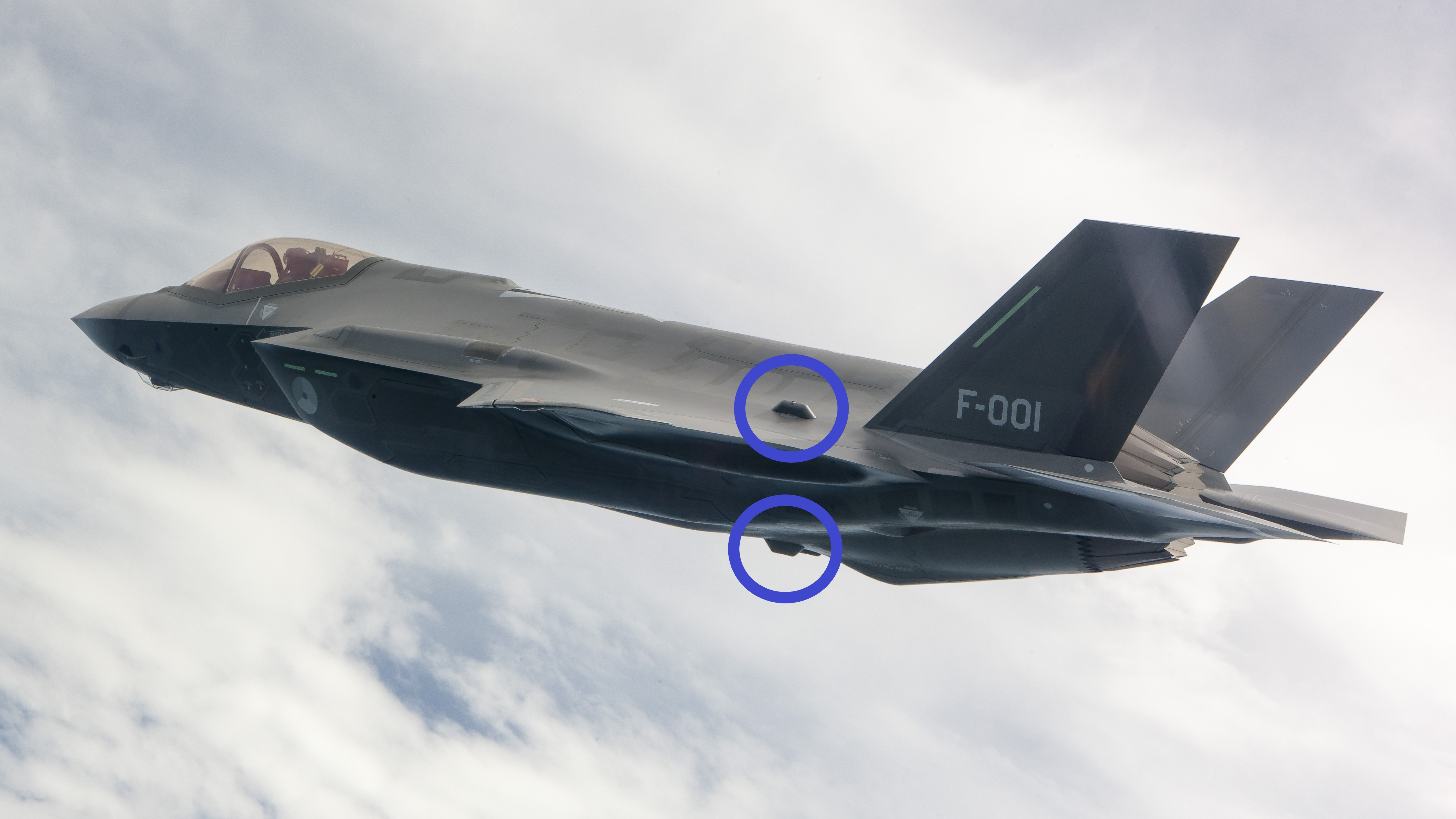
Soczewki Luneburga na F-35 Lightning II

## Zastosowania
Jednym z zastosowań soczewki Luneburga jest wzmocnienie odbicia fali radarowej w obiektach wojskowych, samolotach i okrętach o właściwościach stealth, celem ukrycia ich rzeczywistej sygnatury radarowej czy też celem uczynienia ich dobrze widocznymi dla radarów w cywilnej przestrzeni powietrznej lub obszarze morskim.